# FK Minija (1962)
Der FK Minija war ein litauischer Fußballverein aus Kretinga. Er wurde 2016 aufgelöst.
2017 wurde ein neuer Verein mit gleichem Namen gegründet.

## Vereinsgeschichte
Der Verein wurde 1962 unter dem Namen Minija gegründet.

## Erfolge
- A klasė:

3. Platz: 1964
- Litauischer Pokalsieger: (1)[1]
  - Sieger:  1964
  - Finalist: 1958, 1970